# Ostffyasszonyfai szélerőmű
Az Ostffyasszonyfai szélerőmű 2006-ban épített szélerőmű – bár Ostffyasszonyfa Község Önkormányzata már 1998-ban elhatározta az építését. Neve az Ostffy-projekt volt, melynek keretein belül került átadásra egyetlen darab, 600 kW villamos teljesítményű szélturbina. A Windpower Hungária Kft. finanszírozta, és mintegy 165 millió forintos beruházás volt, mindez három hónap alatt térült meg. Ez az egy turbina évente 1 millió kWh villamosenergiát tud termelni, ami Ostffyasszonyfa majdnem egy évi energiaellátását biztosítja. Működésének legelső hónapjában 70 000 kWh energiát termelt, szélcsendes időszakban (Ostffyasszonyfa területén a szél átlagsebessége országos szinten eleve átlagos, kb. 2,2 m/s).
Energiatermelése (kW) és a szélturbina típusa is a Kulcsi szélerőmű turbináival egyezik meg. A turbina 78 méter magas, a rotor átmérője 44 méter, tömege 135 tonna.

## Ostffy-projekt
Az Ostffy-projektet kétüteműre tervezték. Első üteme tartalmazta az átadott 1 darab szélturbinát, majd ugyanezen területen még 5 felépítését. Legvégül 6 darab turbina átadására került volna sor, de azokat már a Pannónia-Ring területére szánták. A második ütemben a jelenlegi szélturbina szám (12 db) 27-re (+15) való kiegészítése szerepelt, a település Csönge felé eső szakaszán. Juhász András, a Windpower Hungária Kft. ügyvezetője úgy nyilatkozott az átadáskor: "Még 26 erőművet szeretnénk felállítani, reméljük, 2009-10-ben visszajöhetünk, és kialakíthatjuk a parkot." A projekt első ütemének egyetlen szélturbinája valósult meg.